# تشانغ روي (لاعبة كرة قدم)
تشانغ روي (بالصينية: 张睿) هي لاعبة كرة قدم صينية، ولدت في 17 يناير 1989 في يانتاى في الصين. شاركت مع منتخب الصين الوطني لكرة القدم للنساء.

## وصلات خارجية
- تشانغ روي على موقع الاتحاد الدولي (مؤرشف)  (الإنجليزية)
- تشانغ روي على موقع الاتحاد الأوربي (الإنجليزية)
- تشانغ روي على موقع قاعدة بيانات كرة القدم.إي يو (الإنجليزية)
- تشانغ روي على موقع Soccerway.com (الإنجليزية)
- تشانغ روي على موقع عالم كرة القدم.نت (الإنجليزية)
- تشانغ روي على موقع اللجنة الأولمبية الدولية (الإنجليزية)
- تشانغ روي على موقع أوليمبيديا (الإنجليزية)
- تشانغ روي على موقع اللجنة الأولمبية الصينية (الإنجليزية)